# Ulrike Bick
Ulrike Bick (* 3. Oktober 1959 in Herne) ist eine deutsche Juristin. Sie ist seit dem 10. August 2012 Richterin am Bundesverwaltungsgericht, seit dem 17. Dezember 2020 Vorsitzende Richterin am Bundesverwaltungsgericht.

## Leben und Wirken
Bick studierte Rechtswissenschaften in Düsseldorf. 1988 promovierte sie an der Ruhr-Universität Bochum. Nach Abschluss ihrer juristischen Ausbildung war sie zunächst mehrere Jahre an der Ruhr-Universität Bochum wissenschaftlich tätig. 1992 nahm sie ihre richterliche Tätigkeit am Verwaltungsgericht Gelsenkirchen auf. Von 2000 bis 2002 war sie als wissenschaftliche Mitarbeiterin an das Bundesverwaltungsgericht abgeordnet. 2002 wurde sie zur Richterin am Oberverwaltungsgericht für das Land Nordrhein-Westfalen ernannt. Ab 2006 schloss sich eine fast dreijährige Abordnung als wissenschaftliche Mitarbeiterin an das Bundesverfassungsgericht an. 2011 erfolgte ihre Ernennung zur Vorsitzenden Richterin am Oberverwaltungsgericht.
Das Präsidium des Bundesverwaltungsgerichts wies Bick dem 9. Revisionssenats zu, der u. a. für das Straßen- und Wegerecht, insbesondere die dem Bundesverwaltungsgericht zugewiesenen erstinstanzlichen Klagen gegen Planfeststellungsbeschlüsse für den Bau von Bundesfernstraßen, für das Kommunalabgabenrecht und das Flurbereinigungsrecht zuständig ist. Seit dem 17. Dezember 2020 ist sie Vorsitzende dieses Senats.